# Pachythrix hampsoni
Pachythrix hampsoni là một loài bướm đêm trong họ Noctuidae.